# غورد ميلر (أحيائي)
غورد ميلر هو أحيائي كندي، ولد في 27 مارس 1953.